# Јозеф Поњатовски
Јозеф Поњатовски (пољ. Józef Antoni Poniatowski; 7. мај 1763 – 19. октобар 1813) је био пољски генерал и француски маршал.

## Биографија
Као аустријски официр, Поњатовски је учествовао у Аустријско-турском рату (1788–1791). Као командант пољске Јужне војске борио се против руске интервенције у Пољској 1792. године када се истакао у борби код Зјелењцеа од 18. јуна. Када је пољски краљ Станислав Поњатовски пришао реакционарној Тарговицкој конфедерацији коју је основала Русија, Јозеф Поњатовски је емигрирао. Под Тадеушом Кошћушком, учествовао је 1794. године у устанку против Прусије и Русије. Истакао се у одбрани Варшаве. Након пораза Прусије у Наполеоновим ратовима, Наполеон Бонапарта му поверава задатак да организује војску Варшавског војводства. Након Тилзитског мира (1807), постао је министар рата Варшавског војводства. Две године касније је командовао француским трупама у борбама против Аустрије.
Учествовао је у Наполеоновом походу на Русију у коме је 1812. године командовао петим, а 1813. године и осмим корпусом. Након битке код Лајпцига, именован је за маршала Француског царства. Штитио је повлачење француских снага у Немачкој. Утопио се у реци Вајсе Елстер. (7/167)